# 4 Words (To Choke Upon)
«4 Words (To Choke Upon)» (укр. Чотири слова, якими можна задушитися) — це перший сингл валлійського металкор-гурту Bullet for My Valentine, з їх дебютного альбому «The Poison». Продюсером виступив Колін Річардсон.

## Про сингл
Пісня розповідає про події та переживання гурту у той час, коли вони ще називалися Jeff Killed John, коли багато хто говорив їм про те, що вони нічого не доб'ються. Ці самі «Чотири слова, які задушать тебе» — «Look at me now» (подивися на мене зараз) є посланням для тих, хто не вірив в успіх команди.
|              | «Це найперша пісня, записана гуртом Bullet for My Valentine. Коли я писав цю пісню, у нас не було контракту або будь-якого договору. Ця пісня — великий "середній палець" для тих, хто говорив що ми нічого не зможемо досягти. Вона також доводить, що ми не хочемо бути як Lostprophets. Адже багато хто нам спочатку говорив, що ми намагаємося їх імітувати. А це обурювало нас та доводило до кипіння мою кляту кров!» |
| — Меттью Так | |

На стороні Б компакт диску з синглом була записана пісня «Curses» (видана вперше). Також пісня стала саундтреком до ігор «Madden NFL 06» та «NHL 06».

## Список композицій
| #                        | Назва                     | Тривалість |
| ------------------------ | ------------------------- | ---------- |
| 1.                       | «4 Words (To Choke Upon)» | 3:47       |
| 2.                       | «Curses» (вперше)         | 4:36       |
| Загальна тривалість 8:23 |                           |            |

## Учасники запису
Інформація про учасників запису запозичена з сайту AllMusic:
- Меттью Так — вокал, ритм-гітара
- Майкл Педжет — гітара, беквокал
- Джейсон Джеймс — бас-гітара, беквокал
- Майкл Томас — барабани